# Купино (Хмельницкая область)
Купино (укр. Купине) — село в Шепетовском районе Хмельницкой области Украины.
Население по переписи 2001 года составляло 100 человек. Почтовый индекс — 30434. Телефонный код — 3840. Занимает площадь 35 км². Код КОАТУУ — 6825589003.

## Местный совет
30434, Хмельницкая обл., Шепетовский р-н, с. Хролин, ул. Ватутина